# 디온 디무치

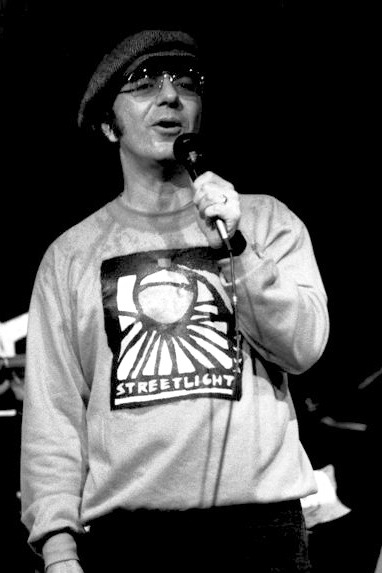

디온 디무치(Dion DiMucci, 1939년 7월 18일 ~ )는 자신의 음악에 두왑, 록, 리듬 앤 블루스, 블루스 요소를 통합시킨 미국의 싱어송라이터이다. 처음에 Dion and the Belmonts의 리드 싱어로 활동하다가 솔로 경력을 쌓았다. 브리티시 인베이전 이전 시기에 미국의 가장 대중적인 로큰롤 공연가들 중 한 명이다.